# Condado de Meath
O Condado de Meath (An Mhí em irlandês) é um condado da República da Irlanda, no leste do país. Costuma-se chamá-lo the Royal County (o condado real). Situa-se na província de Leinster; sua capital de facto é Navan, embora Trim também seja um centro importante.
Parte da Grande Dublin, Meath tem como vizinhos os condados de Monaghan a norte, Louth a nordeste, o Mar da Irlanda a leste, Fingal a sudeste, Kildare a sul, Offaly a sudoeste, Westmeath a oeste e Cavan a oeste.